# Bion d'Abdère
Pour les articles homonymes, voir Bion.
Bion d’Abdère, originaire d’Abdère, patrie de Démocrite, ville de Thrace sur la côte de la mer Égée, est un mathématicien grec, disciple de Démocrite.
Il vivait, suivant l'opinion générale, au IVe ou IIIe siècle av. J.-C. Il écrivait en dialecte attique et ionien. Diogène Laërce nous apprend que Bion, fut le premier à prétendre qu'il y avait dans certaines régions six mois de nuit et six mois de jour, ce qui laisserait croire qu'il connaissait la sphéricité de la terre et l'obliquité de l'écliptique. Il est fâcheux que Diogène Laërce ne soit pas plus explicite et qu'on ne soit pas absolument sûr que Bion soit l'auteur de cette découverte, qui est un exemple des plus étonnants de l'état avancé des sciences expérimentales dans l'Antiquité. 
Strabon l'appelle astrologue et dit qu'il faisait autorité sur la question des vents.